# Stalkya
Stalkya là một chi thực vật có hoa trong họ, Orchidaceae.